# Changwu
Changwu är ett härad som lyder under Xianyangs stad på prefekturnivå i Shaanxi-provinsen i norra Kina.